# Thomas Bruun Eriksen
Pour les articles homonymes, voir Eriksen.
Thomas Bruun Eriksen, né le 13 février 1979 à Copenhague, est un ancien coureur cycliste danois.

## Biographie
Perçu comme un espoir du cyclisme danois, Thomas Brunn Eriksen est rapidement mis sous pression au point que lassé par les sollicitations du cyclisme professionnel, il arrête sa carrière à 26 ans. Il continue néanmoins le cyclisme dans une équipe amateur, le Team Mermaid. Il est devenu professeur de sport dans une école auprès de jeunes enfants.

## Palmarès
- 2000
  - 2e du championnat du Danemark du contre-la-montre espoirs
  - 3e du championnat du Danemark sur route espoirs
- 2003
  - 3e étape du Tour de Rhodes
  - 5e étape de la Course de la Paix
  - 3e du Tour de Rhodes

## Résultats sur les grands tours

### Tour d'Espagne
- 2003 : 149e
- 2004 : abandon (10e étape)